# Mohammad Mokhber
Mohammad Mokhber (en persan : محمد مخبر), né le 1er septembre 1955 à Dezfoul, est un homme politique iranien. Il est le premier vice-président de la république islamique d'Iran à partir du 8 août 2021. Il est président de la république par intérim du 20 mai 2024 au 28 juillet 2024, à la suite de la mort d'Ebrahim Raïssi dans un accident d'hélicoptère. 
Il est auparavant président du Quartier général exécutif des ordres de l'Imam entre juillet 2007 et août 2021, vice-président du commerce et des transports de la fondation Mostazafan et avant cela président du directoire de la banque Sina,, et vice-gouverneur de la province du Khouzistan. Il est également membre du Conseil de discernement de l'intérêt supérieur du régime depuis 2022. 

## Biographie

### Jeunesse et formation
Mohammad Mokhber naît le 1er septembre 1955 à Dezfoul, dans la province du Khouzistan,.
Il est titulaire d'un doctorat en gestion et planification du développement économique, d'une maîtrise en gestion de systèmes. 

### Président du Quartier général exécutif des ordres de l'Imam
Mohammad Mokhber est président du Quartier général exécutif des ordres de l'Imam entre 2007 et 2021,. La nouvelle approche d’Ali Khamenei en matière d’activités sociales et économiques débute avec le lancement d'une campagne visant à donner la priorité aux groupes précaires situés dans des zones défavorisées, en incitant notamment l'implantation d'activité économique. La Fondation Barakat, qui œuvre dans le domaine de l'emploi et du développement, commence son activité en décembre, deux mois après l'arrivée au pouvoir de Mohammad Mokhber. 
Parmi les activités menées au siège de l'Imam en même temps que la présidence du secrétaire, on peut citer le soutien des petites entreprises à la création de 6 000 emplois, la création d'une institution du savoir fondée sur la bénédiction pour soutenir les petites et moyennes entreprises du savoir, la raffinerie Jask, l'acier à Khorramchahr, La centrale électrique et l’industrie agro-alimentaire au Tibet et dans le Lorestan, créant ainsi 3 000 emplois directs et indirects dans le pays et jusqu’à trois ans, créant 6 000 emplois supplémentaires, construisant six logements dans des zones défavorisées en collaboration avec la Fondation pour le logement de la révolution islamique et collectivement engagé dans la construction de 21 000 logements. 

### Vice-président de la république islamique d'Iran
Mohammad Mokhber est le premier vice-président de la république islamique d'Iran à partir du 8 août 2021.

### Président de la république par intérim
Le 20 mai, au lendemain de la mort d'Ebrahim Raïssi dans un accident d'hélicoptère, il devient président par intérim de la république islamique après sa confirmation par le Guide suprême Ali Khamenei.
Conformément à la Constitution, un Conseil présidentiel provisoire composé de Mokhber, du président du Parlement et du chef du pouvoir judiciaire est formé pour organiser une présidentielle anticipée dans les 50 jours, fixée au 28 juin. Massoud Pezechkian est élu président de la république le 5 juillet suivant à l'issue du second tour, et entre en fonction le 28 juillet. Le même jour, Mohammad-Reza Aref succède à Mokber comme nouveau premier vice-président.

## Sanctions de l'UE
En juillet 2010, l'Union européenne classe Mohammad Mokhber parmi les personnes sanctionnées pour ses activités liées au programme nucléaire iranien. En 2012, son nom est retiré de la liste,.

## Publications
- Les meilleurs économistes du monde (en persan : اقتصاد دانان برتر جهان), en deux volumes, publications de Noor Alam, Cette œuvre contient des biographies de 65 économistes connus de monde et leurs influences et contributions en science économique[20] ;
- Exemptions pénales dans le Statut de la Cour pénale internationale (en persan : معاذیر معاف‌کننده مجازات‌ها در اساسنامهٔ دیوان بین‌المللی کیفری), Noor Alam Publications ;
- Une approche du développement économique axée sur la justice (en persan : رهیافتی به توسعهٔ اقتصادی توأم با عدالت), Presses universitaires Imam Sadegh ;
- Croissance économique accélérée en Iran (en persan : رشد اقتصادی شتابان در ایران), Chtalleche Publishing.